# Order Lwa Niderlandzkiego
Order Lwa Niderlandzkiego (nl. Orde van de Nederlandse Leeuw) – drugi w kolejności starszeństwa holenderski order, najwyższe cywilne odznaczenie Królestwa Niderlandów nadawane za znamienite zasługi od 1815.

## Historia
Order został ustanowiony 29 września 1815 jako „Order Lwa Belgijskiego” (De Orde van de Belgische Leeuw) przez pierwszego (i ostatniego) króla Zjednoczonych Niderlandów (obejmujących mn. w. obszar dzisiejszego Beneluxu) Wilhelma I jako nagroda za oddanie wobec ojczyzny, szczególnie sumienność w wypełnianiu cywilnych obowiązków oraz za wybitne osiągnięcia w dziedzinie sztuki i nauki. Przeznaczony głównie dla cywilnych poddanych niderlandzkich, może być w wyjątkowych przypadkach nadawany także wojskowym i cudzoziemcom.
Order dzieli się na trzy klasy:
- I klasa – Krzyż Wielki (Grootkruis)
- II klasa – Komandor (Commandeur)
- III klasa – Kawaler (Ridder)

Do 1994 istniała także kategoria Brat (Broeder), w postaci srebrnego medalu nadawanego głównie za czyny w imieniu miłości bliźniego, czyli działalność charytatywną. Odznaczonym przysługiwała renta w wysokości 200 guldenów rocznie, co w XIX wieku było wysoką sumą. Po raz ostatni nagrodzono nim w 1960 roku. W sumie nadano 572 medale.
I klasę otrzymują głównie głowy państwa i inni piastujący wysokie stanowiska cudzoziemcy (m.in.: Winston Churchill, król Karol XVI Gustaw, Aleksander Kwaśniewski, Lech Wałęsa), II i III tylko obywatele niderlandzcy. Niżej postawieni cudzoziemcy dostają zamiast orderu Lwa niższy Order Oranje-Nassau lub Order Korony.

## Insygnia
Insygnia Orderu Lwa Niderlandzkiego to oznaka, gwiazda I klasy oraz medal, przysługujący do 1994 tzw. Braterstwu Orderu Lwa. Oznaką orderu jest emaliowany na biało krzyż maltański ze złotym brzegiem. W medalionie awersu znajduje się umieszczony w niebieskim polu napis (dewiza orderu) „Virtus nobilitat” („Cnota uszlachetnia”), a w medalionie rewersu podobizna godła państwowego, Lwa Niderlandów. Między ramionami krzyża umieszczony jest stylizowany monogram założyciela „W”.
Gwiazda I klasy jest złota, ośmiopromienna, i nosi na sobie awers oznaki. Medal „Braterstwa Orderu Lwa” był srebrny i ukazywał na awersie lwa niderlandzkiego, a na rewersie oznakę orderu.
Order noszony jest na niebieskiej wstędze z obustronnymi pomarańczowymi bordiurami, wstążka medalu była niebieska z pojedynczym pomarańczowym paskiem w środku. Zawieszką oznaki orderu jest złota korona królewska. II klasa (komandoria) posiada jako dodatkową dekorację awers krzyża orderowego, noszony bez wstążki i korony na agrafie na lewej piersi. Łańcucha order nie posiada.